# Capaclia, Cantemir
Capaclia este un sat din raionul Cantemir, Republica Moldova.
Între Capaclia și Lărguța se întind Codrii Tigheci, o arie protejată din categoria rezervațiilor peisagistice.

## Istorie
În 1817, în Capaclia, trăiau doar 44 de persoane, printre care 1 preot, 1 văduvă de diacon, 1 sacristan, 1 tânăr diacon, 37 țărani de rang inferior și 3 burlaci. Moșia aparținea medelnicerului Vasile Rosseti. Suprafața totală era de aproximativ 3000 de fălci, din care aproximativ 50 de fălci erau ocupate de sat, 45 de fălci de pășune, 2000 de fălci erau rezervate pentru subzistență, și aproximativ 500 de fălci erau acoperite de pădure, din care 300 de fălci erau păstrate sub pază, iar restul erau eliberate (în slobode) pentru țărani.

## Demografie

### Structura etnică
Structura etnică a localității conform recensământului populației din 2004:
| Grup etnic                                               | Populație | % Procentaj  |
| -------------------------------------------------------- | --------- | ------------ |
| Băștinași declarați Moldoveni Băștinași declarați Români | 2095 16   | 97,90% 0,75% |
| Ruși                                                     | 9         | 0,42%        |
| Găgăuzi                                                  | 6         | 0,28%        |
| Ucraineni                                                | 6         | 0,28%        |
| Bulgari                                                  | 5         | 0,23%        |
| Alții                                                    | 3         | 0,14%        |
| Total                                                    | 2140      | 100%         |

## Administrație și politică
Componența Consiliului local Capaclia (11 consilieri), ales la 5 noiembrie 2023, este următoarea:
|  | Partid                                            | Consilieri | Componență | Componență | Componență | Componență |
|  | ------------------------------------------------- | ---------- | ---------- | ---------- | ---------- | ---------- |
|  | Partidul Acțiune și Solidaritate                  | 4          |            |            |            |            |
|  | Partidul Schimbării                               | 4          |            |            |            |            |
|  | Platforma Demnitate și Adevăr                     | 1          |            |            |            |            |
|  | Partidul Social Democrat European                 | 1          |            |            |            |            |
|  | Alianța Liberalilor și Democraților pentru Europa | 1          |            |            |            |            |

## Localități înfrățite
Satul Capaclia este înfrățit cu următoarele localități:
- Cumpăna (2013)
- Ciugud (2014)
- Niculițel (2016)
- Târgu Ocna (2017)
- Moșna (2018)